# یلاربن
یلاربن (به انگلیسی: Yelarbon) یک شهرک در استرالیا است که در کوئینزلند واقع شده‌است.